# Yves Derisbourg
 (novembre 2015).
Si vous disposez d'ouvrages ou d'articles de référence ou si vous connaissez des sites web de qualité traitant du thème abordé ici, merci de compléter l'article en donnant les références utiles à sa vérifiabilité et en les liant à la section « Notes et références ».
 (novembre 2015).
- Si vous ne connaissez pas le sujet, laissez ce bandeau (vous pouvez alors contacter les auteurs).
- Si vous supprimez le contenu mis en cause (vous pouvez préalablement contacter les auteurs),

argumentez précisément cette suppression dans la page de discussion
(un manque de référence n'est pas un argument ; une recherche réelle de référence doit avoir été effectuée, être formellement documentée).
 (juin 2025).
Motif : pas de sources secondaires centrées d'audience nationale, notoriété pas établie.
- Archive Wikiwix
- Bing
- Cairn
- DuckDuckGo
- E. Universalis
- Gallica
- Google
- G. Books
- G. News
- G. Scholar
- Persée
- Qwant
- (zh) Baidu
- (ru) Yandex
- (wd) trouver des œuvres sur Wikidata

| 1. | Préciser le motif de la pose du bandeau. | Précisez le motif de la pose du bandeau en utilisant la syntaxe suivante : {{admissibilité à vérifier\|date=juin 2025\|motif=remplacez ce texte par le motif}}                       |
| 2. | Informer les utilisateurs concernés.     | Pensez à avertir le créateur de l'article, par exemple, en insérant le code ci-dessous sur sa page de discussion : {{subst:avertissement admissibilité à vérifier\|Yves Derisbourg}} |

Yves Derisbourg, né le 14 août 1958, est une personnalité française du domaine de la radio et de la télévision.

## Biographie

### Radio
Après des études primaires au Cours Hattemer-Prignet, puis dans le secondaire au Lycée Charlemagne, il obtient son diplôme de l'ESPM en Publicité et Marketing, et rentre comme stagiaire en 1978 à Information et Publicité, régie publicitaire de RTL[réf. nécessaire]. Il y sera engagé comme Responsable du New Business de RTL en 1979[réf. nécessaire]. En 1980, Yves Derisbourg part à Laval travailler pour Radio Mayenne en tant que responsable des programmes et animateur de la tranche 18 h/23 h du lundi au vendredi, du 16 juin 1980 au 30 juin 1983, date à laquelle il retourne à Paris rejoindre la grille de France Inter où il restera de manière ininterrompue jusqu'en juin 1990. Il participe aussi dès 1980 à Radio 7, première radio FM jeune de Radio France.
De juillet 1983 à juin 1990, il sera présent quotidiennement sans interruption sur France Inter, chaîne sur laquelle il produisit et anima de nombreuses émissions comme ...Et un raton laveur!... avec Laurent Broomhead, mais surtout, la première émission de radio parlant de télévision, Écran Total qu'il créa et anima avec Marcel Jullian durant plus de trois ans, et pour laquelle il reçut l'Antenne de Cristal en 1989 pour la meilleure émission de radio francophone de l'année[réf. nécessaire].
Après 10 ans à Radio France, Yves Derisbourg intègre Europe 1 en juillet 1990, où on lui confie la plus importante tranche du week-end : L'animation du 5 h/9 h le samedi et le dimanche, où il est particulièrement mauvais. En 1992, c'est Sud Radio qui fait appel à lui pour reformater certaines chroniques de l'antenne. Quand le Groupe Pierre Fabre rachete RMC, Yves Derisbourg travaille alors pour cette antenne jusqu'à ce qu'on lui demande de vivre en Principauté de Monaco. Ses autres activités ne le lui permettant, il quitte l'antenne de RMC et poursuit ses activités de producteur et présentateur d'émissions de radio par le biais de publi-reportages hebdomadaires (Parlons Immobilier, avec le Crédit Foncier, Les R-V du Régime Social des Indépendant, Les RV Beauté, avec Yves Rocher, etc.) diffusés sur RTL et Europe 1, et produits par l'agence qu'il fonda dans les années 80 : Under Control.

### Télévision
En parallèle de la radio, Yves Derisbourg est présent en dans la télévision. En 1984, il coanime Ring Parade avec Guy Lux et dès 1987, on le retrouve sur TF1, où il est l'un des journalistes-chroniqueurs de l'émission Super Sexy dont il fit partie de l'équipe de création autour de Pascale Breugnot. Il rejoint ensuite FR3 où il présentera durant deux ans l'émission FR3 Entreprises chaque samedi matin.
Il présente avec Hubert Auriol un magazine automobile sur TF1, Automobiles Classiques, de 1989 à 1990 et fut membre de l'équipe qui créa la première chaîne de télé-achat française diffusée sur le câble et le satellite, financée par TF1 et produite par sa filiale Studio 107 : Shopping Avenue.